# Fintice
Fintice és un poble i municipi d'Eslovàquia. Es troba a la regió de Prešov, al nord del país. La primera referència escrita de la vila data del 1272.

## Demografia
| Godina             | 1994 | 2004    | 2014    | 2024    |
| ------------------ | ---- | ------- | ------- | ------- |
| Nombre de persones | 1455 | 1676    | 1942    | 2550    |
| Diferència         |      | +15,18% | +15,87% | +31,30% |

| Godina             | 2023 | 2024   |
| ------------------ | ---- | ------ |
| Nombre de persones | 2445 | 2550   |
| Diferència         |      | +4,29% |